# Mykotoksykologia
Mykotoksykologia – interdyscyplinarna nauka zajmująca się badaniem i identyfikacją trucizn wytwarzanych przez grzyby, zwanych mykotoksynami, oraz ich wpływem na organizmy żywe. Jest jednym z działów toksykologi, a wyodrębniona została z takich nauk jak chemia, medycyna, medycyna weterynaryjna, mykologia, farmakologia i inne.
Jest to nauka młoda. Jej gwałtowny rozwój nastąpił po 1960 r., w którym w Anglii wskutek masowego zatrucia mykotoksynami zginęło około 100 tysięcy indyków. Tylko w latach 1960–1975 opublikowano ponad 2 tysiące artykułów o mykotoksynach. Obecnie są naukowe czasopisma poświęcone mykotoksykologii, na internecie jest wiele naukowych stron internetowych poświęconych temu zagadnieniu, a w wyszukiwarce Google miliony rekordów, dotyczących mykotoksyn. Opisano już kilkuset mykotoksyn i badania trwają nadal.
Przedmiotem badań mykotoksykologii są:
- budowa i właściwości mykotoksyn i innych metabolitów wtórnych wytwarzanych przez grzyby,
- badanie wpływu mykotoksyn na organizmy żywe, ustalenie objawów klinicznych i fizjologicznych zatruć, zarówno ogólnoustrojowych, jak i na poziomie tkanek i komórek,
- ustalanie progów szkodliwości mykotoksyn w żywności i paszach, które powodują zatrucia ostre, podostre i chroniczne organizmu ludzkiego, zwierząt domowych i laboratoryjnych,
- badanie możliwości wykorzystywania mykotoksyn w leczeniu chorób oraz w zwalczaniu chorób i szkodników roślin uprawnych[2].